# Henk van Eijsden
Hendrik (Henk) van Eijsden (Rotterdam, 16 november 1903 - aldaar, 16 juli 1964) was een Nederlands politicus voor de ARP.
Van Eijsden was een antirevolutionair Tweede Kamerlid uit de kring van de christelijke middenstanders, die algemeen geacht was. Hij was aanvankelijk in de Kamer middenstandsdeskundige, maar ontwikkelde zich snel tot allround parlementariër. Zo was hij financieel woordvoerder, maar sprak hij ook over Economische Zaken, volkshuisvesting en koninkrijkszaken. Hij was secretaris van zijn fractie. In mei 1963, na het vertrek van Bruins Slot, werd hij bij verrassing als compromisfiguur gekozen tot fractieleider. Van Eijsden werd kort daarop echter ernstig ziek en werd nog tijdens de formatie vervangen door Biesheuvel. Hij overleed een jaar later aan de gevolgen van een hersentumor.
- Biografisch Portaal: 33790559
- Parlement.com: vg09ll0jmuyf